# Calcio ai II Giochi olimpici giovanili estivi - Torneo femminile

## Formula
Le sei squadre sono state divise in due gironi all'italiana di tre squadre ciascuno.
Le prime due classificate di ogni girone si sono qualificate per la fase a eliminazione diretta, composta da semifinali, finale per il 3º posto e per il 1º posto.

## Fase a gironi

### Gruppo A

#### Risultati
| Arbitro: | He Jin |

|  |           |                                                                    |
|  | Marcatori | 19’, 40’, 49’, 69’ Castellanos 47’ Vergara 61’ Pasquel 82’ Marquez |

| Arbitro: | Unkel |

|                                                       |           |                    |
| Castellanos 10’, 13’, 33’ Pasquel 45’, 72’ Rivero 61’ | Marcatori | 40’, 58’ Šurnovská |

| Arbitro: | Lengwe |

|                                          |           |  |
| Sucha 11’ Surnovska 35’, 54’ Jancova 68’ | Marcatori |  |

#### Classifica
| Pos. | Squadra            | Pt | G | V | N | P | GF | GS | DR  |
| ---- | ------------------ | -- | - | - | - | - | -- | -- | --- |
| 1.   | Venezuela          | 6  | 2 | 2 | 0 | 0 | 13 | 2  | +11 |
| 2.   | Slovacchia         | 3  | 2 | 1 | 0 | 1 | 6  | 6  | 0   |
| 3.   | Papua Nuova Guinea | 0  | 2 | 0 | 0 | 2 | 0  | 11 | -11 |

### Gruppo B

#### Risultati
| Arbitro: | Pirie |

|                            |           |  |
| Zhao Yujie 10’ Jin Kun 35’ | Marcatori |  |

| Arbitro: | Miranda |

|                                                                                 |           |  |
| Hernández 19’, 59’ García 21’, 44’ Zaragoza 30’, 55’, 76’ Cazares 72’ Acedo 79’ | Marcatori |  |

| Arbitro: | Keighley |

|  |           | |
|  | Marcatori | 9’ Wan Wenting 13’, 62’ Zhang Jiayun 19’, 24’, 30’, 45’ Ma Xiaolan 43’ Jin Kun 54’ Wang Yanwen 66’ Fang Jie |

#### Classifica
| Pos. | Squadra | Pt | G | V | N | P | GF | GS | DR  |
| ---- | ------- | -- | - | - | - | - | -- | -- | --- |
| 1.   | Cina    | 6  | 2 | 2 | 0 | 0 | 12 | 0  | +12 |
| 2.   | Messico | 3  | 2 | 1 | 0 | 1 | 9  | 2  | +7  |
| 3.   | Namibia | 0  | 2 | 0 | 0 | 2 | 0  | 19 | -19 |

## Fase a eliminazione diretta

### Semifinali
| Arbitro: | Pirie |

|           |                      |            |
| Campos 2’ | Marcatori            | 8’ Cazares |
|           | Tiri di rigore 4 – 3 |            |

| Arbitro: | Miranda |

|  |                      |  |
|  | Tiri di rigore 4 – 2 |  |

### Finale 5º posto
| Arbitro: | He Jin |

|                       |           |                         |
| Giada 1’, 29’ Sep 34’ | Marcatori | 16’ Haoses 40+1’ Kooper |

### Finale per il bronzo
| Arbitro: | Keighley |

|                                                |           |                     |
| Herbrikova 10’ (aut.) Hernández 15’ García 79’ | Marcatori | 43’ (aut.) Anguiano |

### Finale per l'oro
| Arbitro: | Lengwe |

|  |           |                                                                           |
|  | Marcatori | 10’ Wan Wenting 19’ Xie Qiwen 34’ Ma Xiaolan 45’ Zhang Jiayun 80+1’ Wu Xi |